# 鄉札
鄉札（향찰）是以漢字記錄朝鮮語的方法之一。主要用於新羅時代的歌謠「鄉歌」的記錄。作為古代朝鮮語的資料之一，佔有重要的地位。

## 概說
鄉札利用漢字的讀音與意義來記錄朝鮮語，與日本的萬葉假名屬同一性質。相對於解釋漢文的輔助文字「口訣」，鄉札完全以此種輔助文字來記錄朝鮮語。
鄉札的資料極為有限，主要是25首鄉歌，包含（1281年）收錄的新羅時代鄉歌14首和（1075年）收錄的高麗時代鄉歌11首。其他尚有高麗睿宗的1首和（1236年）中出現的朝鮮語藥名等。
鄉札中音讀字和訓讀字皆使用。總體而言，名詞和動詞、形容詞的詞根等實義部分用訓讀字，助詞與詞尾等語法功能部分用音讀字。例如，（我的）中為訓讀字，為音讀字。訓讀字與其漢字音（오）無關，僅表示「我」的意思（據推測讀作）。音讀字與「衣服」的意義無關，僅表示的音（用作所有格詞尾）。又如，中為訓讀字，為音讀字，表示「夜晚」的意義的朝鮮語詞的輔音尾。類似的以音讀字表示詞語的輔音尾的做法稱為「末音表記」（對比日語中的送假名）。

## 解讀上的難點
鄉札中的訓讀字實際如何發音往往難以確知。如表示「春季」的意義可以確知，但不能直接證明必然讀如現代或中世朝鮮語的。訓讀字的讀法能確知的，限於以某種形式表達讀音的場合，如上述的有末音表記的情況。因此，鄉札的表記法中有諸多不確定因素，必須基於對朝鮮語史和漢字音的充分知識與深刻理解作慎重的破解。

## 鄉札的範例
根據李基文（1998），以鄉歌的開篇及其解釋為例。
| 鄕札         |                                      |
| 諺文解釋     |                                      |
| 現代漢語翻譯 | 就著東京（指慶州）的明月，遊玩至天明 |

關於此句的解釋，細節上仍有若干不明之處，包括的詞形是否適當（中世朝鮮語為），處格（朝鮮語格的一種）的讀法（中世朝鮮語為），應當讀作還是如現代語，等等。全篇的谚文标注及现代国汉混用韩文翻译见下：
1. In the moonlit capital

---
1. Having caroused far into the night.

---
1. I return home and in my bed

---
1. Behold, four legs.

---
1. Two have been mine

---           
1. Whose Sire the other two

---
1. Two had been mine

---
1. No, no, they are taken.